# 17597 Stefanzweig
17597 Stefanzweig este un asteroid din centura principală de asteroizi.

## Descriere
17597 Stefanzweig este un asteroid din centura principală de asteroizi. A fost descoperit pe 4 martie 1995 la Tautenburg de Freimut Börngen. Asteroidul prezintă o orbită caracterizată de o semiaxă mare de 2,42 ua, o excentricitate de 0,07 și o înclinație de 2,9° în raport cu ecliptica.